# Нікітіна Галина Олексіївна
Нікітіна Галина Олексіївна (1917 — лютий 1942, Харків) — комсомолка, підпільниця, член підпільного обкому ВЛКСМ міста Харкова в період окупації нацистами, псевдонім «Галя-вишивальниця». Розстріляна Гестапо.

## Біографія

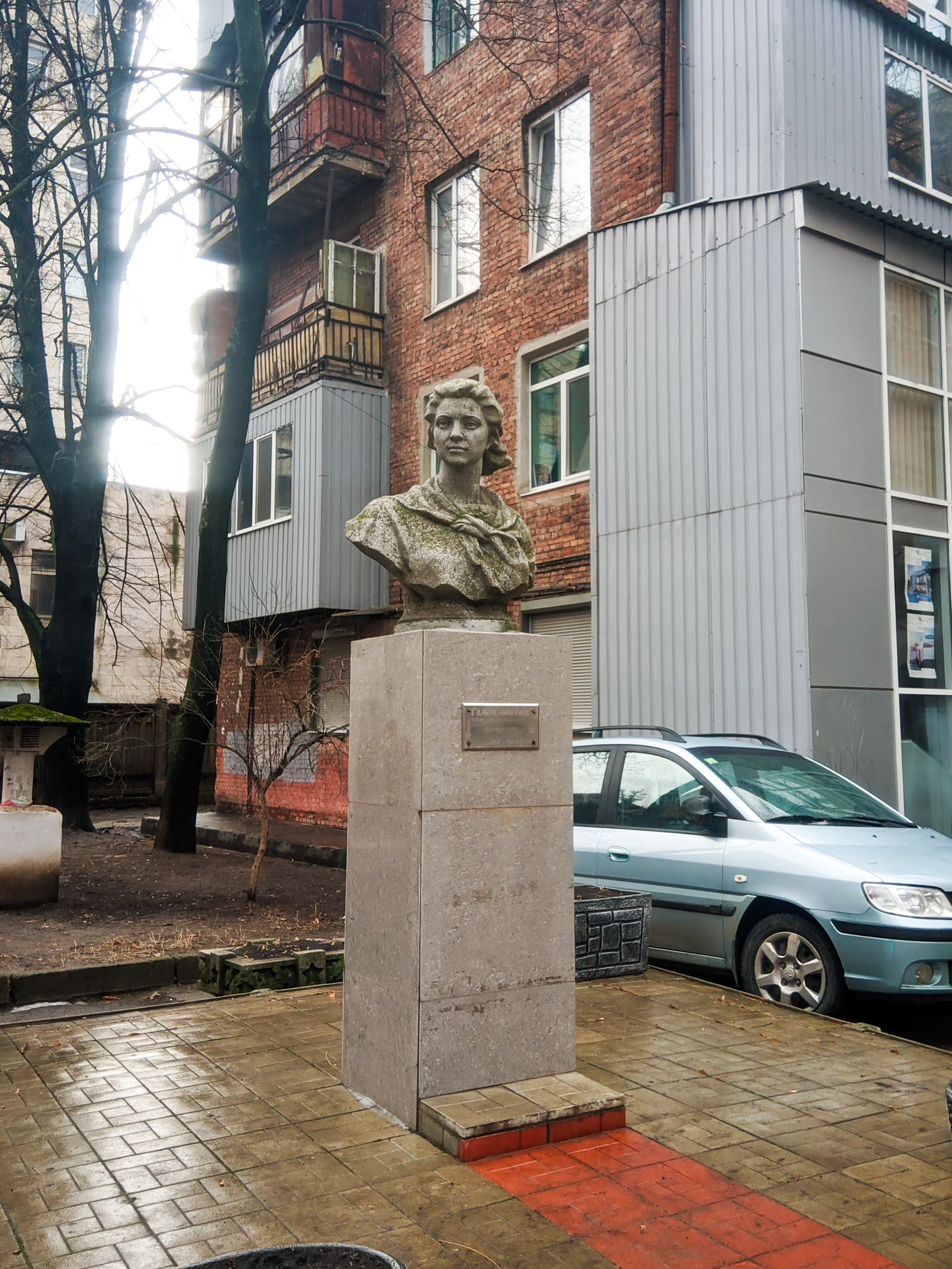
Пам'ятник Галині Никитіній на вул. Мироносицькій (демонтований)

Народилася 1917 року. Закінчила Харківський планово-економічний інститут, працювала асистентом на кафедрі в ньому ж.
Член ВЛКСМ, інструктор Харківського обкому комсомолу, завідувач відділу шкіл.
У жовтні 1941 року за рішенням Харківського обкому ВКП(б) увійшла до складу створеного підпільного обкому ВЛКСМ, першого військового складу, за першого секретаря Олександра Гордійовича Зубарєва. У її сектор входив центр міста, Сумський та Кінний ринки.
У квартирі, де вона жила з мамою, у будинку № 23 на вулиці Алчевських (тоді — Артема), фактично розташовувався підпільний обласний комітет комсомолу.
Під її безпосереднім керівництвом та особисто участі за два місяці підпільні організації надрукували дванадцять різних текстів листівок. Понад шістсот екземплярів, написаних від руки, і тисячі від обкому партії, розповсюджували самостійно.
На початку січня 1942 року заарештована гестапо, у лютому розстріляна.

## Вшанування

Бюст у сквері Перемоги (демонтований)

За радянських часів у Харкові було встановлено два пам'ятники Галині Нікітіній:
- Персональний пам'ятник у дворі будинків № 44 та № 46 на вулиці Мироносицькій. У 2021 році бюст включено до переліку нерухомої культурної спадщини, як пам'ятку історії місцевого значення № 3064-Ха[1]. У січні 2025 році Український інститут національної пам'яті підтримав демонтаж пам'ятника комсомольці, а Харківська ОВА звернулася до Міністерства культури для виключення пам'ятника з реєстру[2]. Ввечері 4 лютого 2025 року пам'ятник було демонтовано[3].
- Погруддя у складі 8 бюстів на Алеї героїв-комсомольців у Сквері Перемоги, закладеної до 40-річчя ВЛКСМ у 1958 році, скульптор Л. Г. Жуковська. Алея була демонтована 24 листопада 2013 року у рамках підготовки до будівництва на території скверу нової Мироносицької церкви[4].

Під своїм ім'ям зазначена в документальних повістях, наприклад, у повісті О. О. Горчакова «Увага: диво-міна!» та інших.